# Amer Gojak
Amer Gojak (ur. 13 lutego 1997 w Sarajewie) – bośniacki piłkarz występujący na pozycji pomocnika w zespole HNK Rijeka.